# Sheet Music
Sheet Music var 10cc's andet album. Det blev udgivet i 1974 og blev bandets gennembrud i USA. Albummet indeholder bl.a. kvalitetsmelodier som "Wall Street Shuffle", "Silly Love" og "The Worst Band In The World". "Sheet Music" var deres gennembruds-album, da albummet nåede plads 9 på de engelske hitlister, og desuden også nr. 81 i USA. Wall Street Shuffle blev den mest succesfulde single, da den nåede nr. 10 i England. I et interview i 2006, sagde den tidligere trommeslager i 10cc følgende:
"We’d really started to explode creatively and didn’t recognize any boundaries. We were buzzing on each other and exploring our joint and individual capabilities. Lots of excitement and energy at those sessions and, more importantly, an innocence that was open to anything."
I 2006 brugte hiphopmusikeren J Dilla "Worst Band in the World" på sin sang "Workonit" fra albummet Donuts.

## Spor
1. "Wall Street Shuffle" (Eric Stewart/Graham Gouldman) – 3:54
2. "The Worst Band in the World" (Graham Gouldman/Lol Creme) – 2:49
3. "Hotel" (Kevin Godley/Lol Creme) – 4:54
4. "Old Wild Men" (Kevin Godley/Lol Creme) – 3:21
5. "Clockwork Creep" (Kevin Godley/Lol Creme) – 2:46
6. "Silly Love" (Eric Stewart/Lol Creme)
7. "Somewhere In Hollywood" (Kevin Godley/Lol Creme)
8. "Baron Semedi" (Eric Stewart/Graham Gouldman) – 3:46
9. "The Sacro-Illiac" (Kevin Godley/Graham Gouldman)
10. "Oh Effendi" (Stewart/Godley) – 2:49